# Бенуа, Александр Михайлович
Алекса́ндр Миха́йлович Бенуа́ (1862—1944) — генерал-майор русской императорской армии, генеральный хорунжий украинской армии, герой Первой мировой войны.

## Биография
Родился 9 августа 1862 года, сын подполковника Михаила Леонтьевича Бенуа. Образование получил во 2-м кадетском корпусе, по окончании которого 30 августа 1879 года был принят в 1-е военное Павловское училище. Выпущен 8 августа 1881 года прапорщиком в 23-ю артиллерийскую бригаду. Продолжая службу по полевой пешей артиллерии Бенуа последовательно получил чины подпоручика (4 декабря 1883 года), поручика (8 декабря 1885 года), штабс-капитана (13 декабря 1892 года) и капитана (13 июля 1897 года).
В 1900—1901 годах в рядах 4-й батареи 4-й Восточно-Сибирской стрелковой артиллерийской бригады сражался против боксёров в Китае, затем участвовал в войне с Японией, отличился в бою у горы Высокой (эпизод обороны Порт-Артура), был ранен. За боевые отличия был произведён в подполковники (со старшинством от 3 мая 1904 года).
Произведённый 4 августа 1910 года в полковники Бенуа был назначен командиром 2-го дивизиона 10-й Сибирской стрелковой бригады.
После начала Первой мировой войны Бенуа был командирован из Харбина в Санкт-Петербург, где получил назначение на должность командира 1-го дивизиона 5-й артиллерийской бригады.
Высочайшим приказом от 9 марта 1915 года ему было пожаловано Георгиевское оружие
За то, что 28 авг. 1914 г., находясь на наблюдательном пункте под ружейным огнём, умелым управлением огнём своего дивизиона по ст. Камионке и прилегающей к ней окопам, дал возможность 18-му пехотному Вологодскому полку атаковать противника и заставить его отступить.
Высочайшим приказом от 19 мая 1915 года Бенуа был награждён орденом Св. Георгия 4-й степени
За то, что во время боёв на р. Сане, 22 октября 1914 г., у д. Монастерж, огнём своих 5-ти батарей остановил наступление австрийцев в превосходных силах, чем дал возможность нашим войскам своевременно подтянуть резервы, а затем расстроил сильным и метким огнём части противника, занимавшие окопы и обеспечил занятие их нашими войсками и дальнейшее их удержание.
С 19 апреля 1915 года командовал 42-й артиллерийской бригадой, 2 февраля 1916 года произведён в генерал-майоры (со старшинством от 20 мая 1915 года) с утверждением в занимаемой должности. После февральской революции, 28 апреля 1917 года назначен инспектором артиллерии 19-го армейского корпуса.
После Октябрьской революции оставался на Украине; вступил в армию гетмана Скоропадского с чином генерального хорунжего и с 7 сентября 1918 года командовал 13-й лёгкой артиллерийской бригадой. Затем состоял в Добровольческом имени графа Келлера корпусе и в артиллерийском управлении Русской Западной армии
В декабре 1919 года эмигрировал в Германию, до 10 июня 1920 года содержался в лагере Альтенграбов, затем находился в лагерях Кведлинбург и Шэйен. Был членом Общества взаимопомощи офицеров бывших Российских армии и флота в Германии и членом эмигрантского Общества офицеров-артиллеристов.
Скончался 21 марта 1944 года в Вернигероде.
Художник Александр Бенуа, приходившийся Александру Михайловичу двоюродным братом, писал о военной ветви своей династии:

Укажу тут же, что один из братьев отца Михаил, (изображенный справа на портрете), готовился посвятить себя военной карьере и воспитывался в кадетском корпусе; дойдя по службе до чина полковника, он завершил свой жизненный путь воспитателем в Пажеском корпусе. Типичный вояка Николаевской эпохи этот дядя Мишель представлен на акварели Горавского, сидящим верхом на стуле с длинной трубкой в руке (Двое из сыновей этого Мишеля Бенуа были также военными. Один был тяжело ранен в голову во время Русско-Турецкой войны 1878 года и так от этого ранения и не поправился; другой — генерал Александр Михайлович Бенуа, после революции, в 1920-х годах эмигрировал в Германию и жил на пособие от германского правительства в Вернигероде в Гарце, занимаясь продажей открыток, которые он сам оклеивал собранными им засушенными цветами. Вначале этой войны он был переведен в богадельню, которая была разрушена бомбой при налете. Он уцелел, но вскоре после этого скончался (в ноябре 1943 года).

## Награды
Среди прочих наград Бенуа имел ордена:
- орден Св. Станислава 2-й ст. (1900)
- орден Св. Анны 4-й ст. (1904)
- орден Св. Анны 2-й ст. с мечами (1905)
- орден Св. Владимира 4-й ст. с мечами и бантом (1905)
- орден Св. Владимира 3-й ст. (1912)
- Георгиевское оружие (09.03.1915)
- орден Св. Георгия 4-й ст. (19.05.1915)
- орден Св. Станислава 1-й ст. с мечами (26.11.1916)